# Khalifa Koumadje
Khalifa Koumadje (nacido Jean-Marc Christ Koumadje, Yamena, Chad, 7 de julio de 1996) es un jugador de baloncesto chadiano que pertenece a la plantilla del Shandong Hi-Speed Kirin de la CBA china. Con 2,21 metros de estatura, juega en la posición de pívot.

## Trayectoria deportiva

### Universidad
Jugó cuatro temporadas con los Seminoles de la Universidad Estatal de Florida, en las que promedió 4,5 puntos, 3,3 rebotes y 1,2 tapones por partido. Terminó su carrera con el tercer mejor porcentaje de tiros de campo de la historia del equipo, con un 62,2 % de acierto, así como también el séptimo en tapones, con 146.

### Profesional
Tras no ser elegido en el Draft de la NBA de 2019, se unió a los Philadelphia 76ers para disputar las Ligas de Verano de la NBA, donde disputó seis partidos, en los que promedió 6,0 puntos, 5,8 rebotes y 2,4 tapones en menos de 14 minutos de juego por encuentro.
Tras disputar dos partidos de pretemporada, fue cortado por los Sixers, pero acabó formando parte de la plantilla de su filial de la G League, los Delaware Blue Coats.
Durante la temporada 2019-20, en las filas de los Delaware Blue Coats de la G-League, equipo afiliado de los Sixers, promedió 11,3 puntos, 10,9 rebotes y 4 tapones el pasado curso y fue elegido Mejor Defensor de la G League.
El 21 de septiembre de 2020, llega a España para jugar en el Club Baloncesto Estudiantes de la Liga Endesa, firmando un contrato por 3 meses.
El 20 de diciembre de 2020, rescinde su contrato con el CB Estudiantes y firma por el BC Avtodor Saratov de la VTB League.
El 24 de febrero de 2021, rescinde su contrato con el BC Avtodor Saratov y firma por el ALBA Berlín de la Basketball Bundesliga. Renovando su contrato en julio de 2023.
En noviembre de 2024 se unió al Shandong Hi-Speed Kirin de la Chinese Basketball Association (CBA).